# Calle de San Mateo
La calle de San Mateo es una vía pública de la ciudad española de Madrid, situada en el barrio de Justicia, distrito Centro, y que discurre desde la calle de Fuencarral hasta la plaza de Santa Bárbara.

## Historia
Tiene su entrada por la calle de Fuencarral y sale a la plaza de Santa Bárbara. Aparece con el nombre de «calle de San Mateo» tanto en el plano de Teixeira como en el de Espinosa y se conservan antecedentes de construcciones particulares desde 1773. Su nombre hace referencia al santo católico san Mateo. Según la leyenda el nombre de la calle provendría de un oratorio erigido a San Mateo en el terreno que antes habría ocupado una posesión de Marcos Fernández, canciller del sello de la paridad, de Pedro I de Castilla.
En esta calle existió, hasta la segunda mitad del siglo xix, el llamado cuartel de San Mateo, que a comienzos de aquel siglo era cuartel de Guardias españolas. En el número 6 estuvo la redacción del periódico republicano La Igualdad, en una casa propiedad de Dolores Pequeño. En la calle se encontró también el Colegio Nacional de Sordomudos y Ciegos, trasladado por Real Orden en 1865 a un edificio en el número 5, desde una sede previa en la calle del Turco.

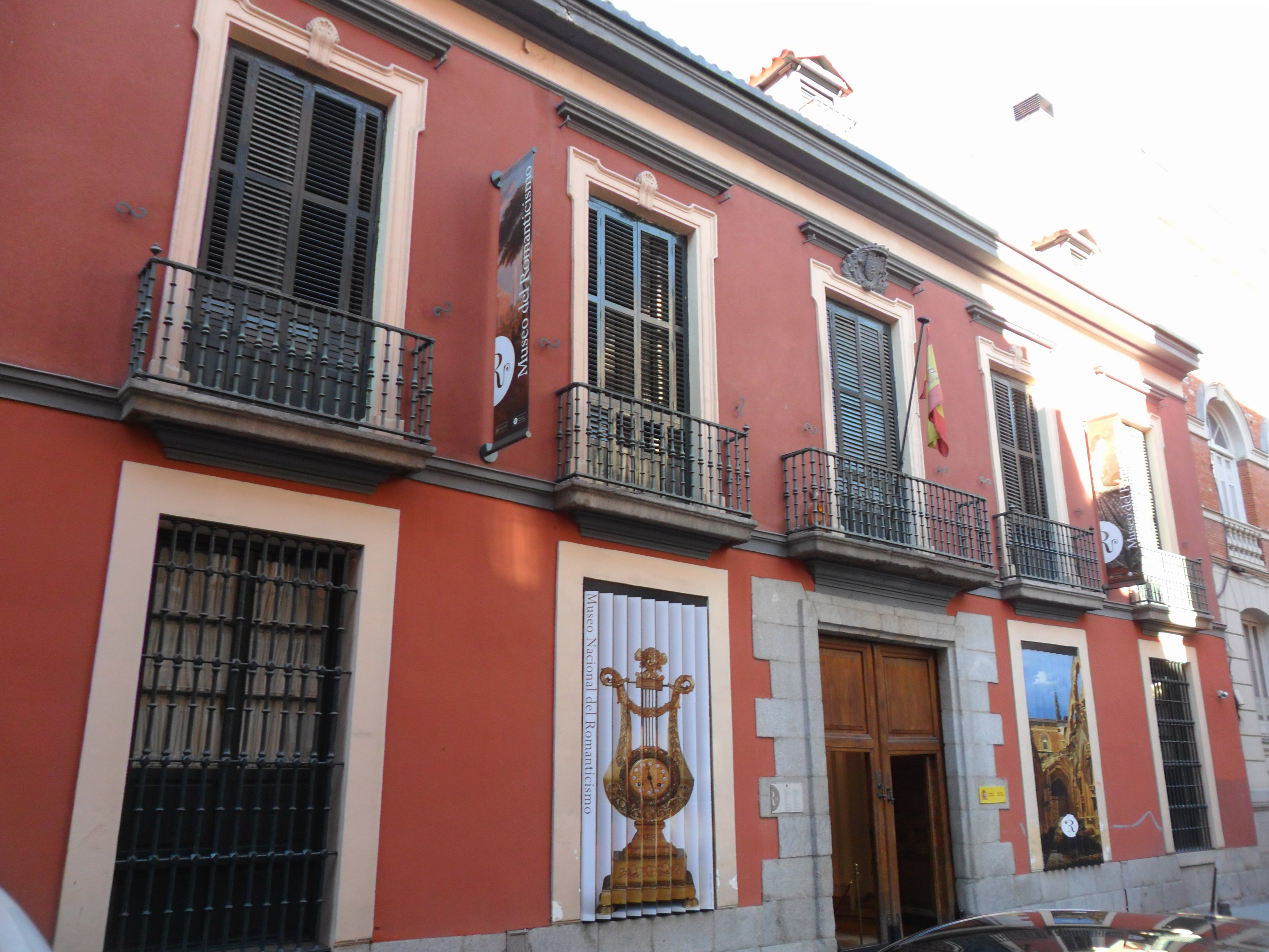
Entrada al Museo del Romanticismo, por la calle de San Mateo, nº 13.

En el número 13 de la calle se encuentra el Museo del Romanticismo, antes «Museo Romántico», ocupando el primitivo palacio de los condes de la Puebla del Maestre, en el que tuvo su residencia el senador Francisco de Paula Fernández de Córdoba y Montes.
En el número 25 se sitúa el palacio de Ustáriz y en la manzana de enfrente, correspondiente al número 34, el palacio de Villagonzalo.

## Travesía de San Mateo
Así llamada desde 1835, comunica la calle de San Mateo con la calle de Hortaleza, a la altura del número 71, en sentido diagonal noroeste-estesur, hasta desembocar pocos metros más allá en la calle de Pelayo; este último tramo de la callejuela transversal se llamó en los siglos xvii y xviii calle de los Panaderos, y el anterior –entre Hortaleza y San Mateo– fue la travesía de Santa María la Vieja, como se observa en el plano de Pedro Teixeira.